# タラントのたとえ

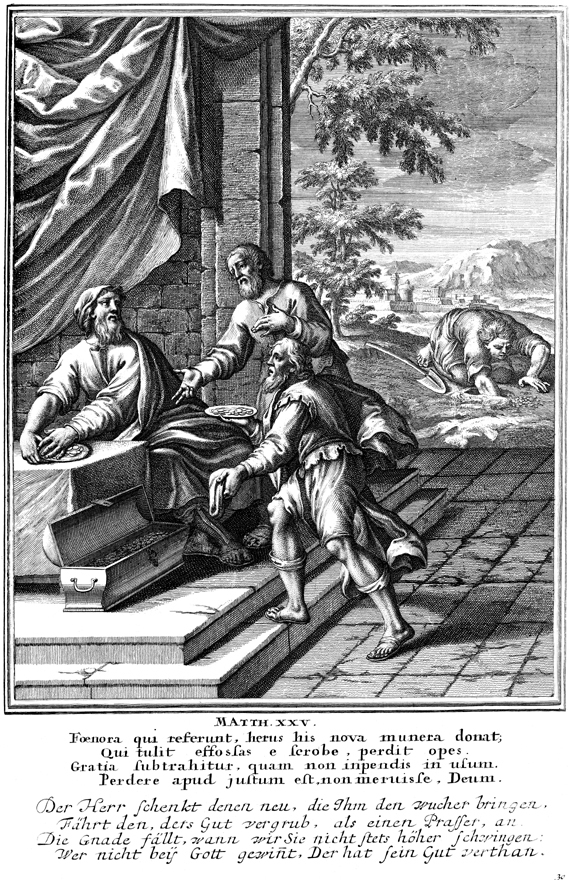
タラントのたとえ話(彫刻, 1712年)

タラントのたとえは、マタイによる福音書の25章に収められたイエス・キリストのたとえ話の一つである。そこでは、キリストの再臨と審判、そして、人の生き方について語られている。

## 概要
新約聖書（口語訳）から引用。
25:14 また天国は、ある人が旅に出るとき、その僕（しもべ）どもを呼んで、自分の財産を預けるようなものである。

<25:15> すなわち、それぞれの能力に応じて、ある者には五タラント、ある者には二タラント、ある者には一タラントを与えて、旅に出た。
<25:16> 五タラントを渡された者は、すぐに行って、それで商売をして、ほかに五タラントをもうけた。
<25:17> 二タラントの者も同様にして、ほかに二タラントをもうけた。

<25:18> しかし、一タラントを渡された者は、行って地を掘り、主人の金を隠しておいた。—マタイによる福音書（25:14-18）
主人は戻ると僕（しもべ）たちを呼び寄せ、彼らに託された金銭をどのように扱ったかを説明するよう要求した。
彼はそのお金を商売に使ったしもべたちを褒（ほ）めてこう言った。「よくやった、善良で忠実なしもべよ！　あなたはわずかなことに忠実であったから、私はあなたを多くのことの支配者にする。あなたの主の喜びに入りなさい。」
最後に来たのは、地面にお金を埋めていた僕（しもべ）であった。「ご主人様！私はあなたが、蒔（ま）かなかった所で刈り取り、まかなかった所で集める厳しい人であることを知っていたので、恐れてあなたのタラントを地面の中に隠しておきました。これがあなたのものです」（マタイ 25:24-25）。それに応えて、その紳士は彼と出席者に向かってこう語った。
<25:26> 彼に答えて言った、『悪い怠惰な僕よ、あなたはわたしが、まかない所から刈り、散らさない所から集めることを知っているのか。

<25:27> それなら、わたしの金を銀行に預けておくべきであった。そうしたら、わたしは帰ってきて、利子と一緒にわたしの金を返してもらえたであろうに。
<25:28> さあ、そのタラントをこの者から取りあげて、十タラントを持っている者にやりなさい。
<25:29> おおよそ、持っている人は与えられて、いよいよ豊かになるが、持っていない人は、持っているものまでも取り上げられるであろう。

<25:30> この役に立たない僕を外の暗い所に追い出すがよい。彼は、そこで泣き叫んだり、歯がみをしたりするであろう』。—マタイによる福音書（25:26-30）
同様の（しかし同一ではない）たとえ話がルカによる福音書（19:11-28）に記されているが、タラントの代わりにミナ（より小さな金額単位）が使われている。ルカの物語は、主人が去ったとき、「住民は主人を憎み、彼の後を追って使節を送って言った。『この人に王になってもらいたくありません』」（ルカ 19:14）とあるので興味深い。この物語には、サマリア、ユダヤ（エルサレムを含む）、イドマヤを統治する権利を確認するために皇帝アウグストゥスに会うためにローマを訪れた民族長ヘロデ・アルケラオス(en) の物語への言及が含まれていると考えられている。

## 解釈

### 神学的な解釈
神学者にとって、長い旅に出発する紳士とはイエス・キリストであり、「栄光の王国を受け取る前に、彼は『遠い国』、つまり天国、父のもとへ行き、その後栄光のうちに地上に現れなければならない」。僕（しもべ）は神から様々な賜物や外的な利益を受けるキリストの弟子や信奉者であると理解されている。しかし、ブルガリアのフェオフィラクトはこう書いている。
主の僕（しもべ）とは、司教、司祭、助祭、そして霊的な賜物を受けたすべての人々など、み言葉の奉仕を託された者たちであり、それぞれがその力に応じて、すなわち、信仰と純潔の度合いに応じて、大きな賜物も小さな賜物も授けられている。
それにもかかわらず、正教会、カトリック、プロテスタントの伝統では、信者は皆キリストの血によって贖（あがな）われたので（ペテロの手紙一第1章18,19節）、すべての信者は神の奴隷とみなされている。例えば、ローマ人への手紙第6章17-18節で、使徒パウロはローマのすべての信者に宛ててこう書いている。「あなたがたは、以前は罪の奴隷だったが、受け継がれた教えの型に心から従うようになったことを、神に感謝します。あなたがたは罪から解放されて、義の奴隷となったのです。」ピリピ人への手紙第2章第7節に書かれているように、主イエス・キリストご自身が「僕（しもべ）の姿をとって」すべての信者の模範となられた。多くの聖書教師は、出エジプト記21章の奴隷は主イエス・キリストの象徴であると指摘している。イザヤ書<41:8-9>には「しかし、わたしのしもべイスラエル、わたしが選んだヤコブ、わたしの友アブラハムの子孫よ。わたしは地の果てから連れて行き、その果てから呼んで言った、『あなたはわたしのしもべである。わたしはあなたを選んだ。捨てない』」とあり、イスラエルの国民全体が神のしもべであるように、教会のすべてのメンバーも神のしもべである。ウイットネス・リーはヘブル人への手紙の生涯研究の中で、「私たちはだれも、『主に感謝します。わたしはわずかな能力しかなく、わずかな才能しか与えられていないので、何もすることがないのです』と言って言い訳をすべきではない」と書いている。5タラント、2タラント、1タラントのいずれを与えられても、原則は同じである。主のために 5タラント、2タラント、または 1タラント以上を得なければならない。1タラントしか与えられていなくても、これを怠惰を正当化するために使ってはならない。このたとえ話によると、危険は多くの才能を持つ人ではなく、一つのタラントを持つ人を脅（おびや）かすのである。一つのタラントを持つ僕は自分を正当化しようとしたが、非難され罰せられてしまった。
主人が戻ってきて奴隷たちに説明を求めることは最後の審判として理解されており、教会の教えによれば、その審判では司教や司祭、助祭だけでなくすべての人が自分の行いについて説明しなければならない。タラントを増やした者は賞賛され、「邪悪で怠惰な僕」はメシアの国から排除されるという罰を受ける。同時に、神学者たちは、怠惰な奴隷が主人を残酷だと非難することを、「罪深いために神との子としての感覚を失い、それゆえ神を残酷で不公平なものとみなす」罪人の自己正当化と呼んでいる。
ブルガリアのフェオフィラクトは、僕（しもべ）をキリストの弟子とみなし、彼らに託された教えを他の人々に伝えるよう召されているので、彼らを「商人」（貿易商）と呼んでいる。彼はこう書いている。
彼らに求められる関心は、教えを行為そのもので実現することです。生徒は教師から教えを受け、それを自ら活用し、他者に伝え、それに利益、つまり善行を加えるのです。
タラントを隠す理由としては、次のようなものと考えられることがある。
1. 神から2タラントと5タラントを多く受け取った人たちをねたんで。
2. 神を信じず、神の賜物は跡形もなく失われることはなく、大きな実を結ぶという事実を信じない。

### キリスト教信者への教えとして

#### 個人の能力として
伝統的に、タラントのたとえ話は、イエスの弟子たちに、神から与えられた才能を神に仕えるために使い、神の王国のために危険を冒すように勧めるものであると考えられてきた。これらの才能には、個人的な能力（日常的な意味での「才能」）と個人的な富が含まれると考えられてきた。たとえ話は、自分の才能を使わないことは否定的な判断につながると示唆している。心理学的な観点から見ると、失敗は神の愛を感じられなかったことの直接的な結果である。最初の2人の僕は、神を理解があり、寛大で、親切な人として肯定的に捉えることができたが、3人目の僕は、神を厳しく、要求が多く、批判的な人として捉えている。
フィンリーはキリスト教徒の教えの中で次のような解釈を提案している。
貴族（ルカ19:12）、または男（マタイ25:14）はキリストである。
主人の別の場所への旅と彼の帰還（マタイ25:14-15、マタイ24:19、ルカ19:12、ルカ19:15）は、キリストが昇天して天国へ旅立ち、再び来られる時として帰還することを語っている。
旅に出ている間、イエスが召使たちに財産を託したのは、神の国でイエスのために霊的な「利益」を生み出すことを期待して、教会の信者たちに与えられたキリストの贈り物とさまざまな財産（「資本」）のはずである。イエスは旅に出ている間、信者たちに「わたしが戻ってくるまで、これで商売をしなさい」と期待している（ルカ19:13）。
また、イエスが不在の間に彼らが行なった仕事の評価は、イエスが戻った後に行われ、彼らの活動の記録となる（マタイ 25:19、ルカ 19:15）。これは、信者だけのためのキリストの裁きの座であるに違いないであろう。これは、管理職の評価を表している。
二人の僕に対する肯定的な報酬は、キリストが彼らに託したものを適切に使用するという彼らの忠実さに基づいている。これはおそらく、キリストに忠実に仕える信者に対する肯定的な報酬を物語っているのであろう。
不忠実な僕に対する否定的な報酬（報い）は、不忠実な信者に対するキリストの否定的な扱いを物語っていると思われる。

詩人ジョン・ミルトンはこの寓話（この伝統的な意味での解釈）に魅了され、ソネット「私の光がどのように費やされたかを考えるとき」の中で特に繰り返し言及している。
暗く広いこの世界で、私の人生の半分が過ぎ去る前に、私の光がどのように費やされたかを考えると、

そして、隠すと死に至るその才能が、
私の魂が、創造主に仕え、戻ってきて叱責されないように、私の本当の記録を提出しようと、
より熱心に努力しているにもかかわらず、役に立たずに私の中に宿っている。
「神は、光を拒否して、日雇い労働を要求するのか？」
私は愛情を込めて尋ねる。しかし、そのつぶやきを防ぐための忍耐は、すぐに答える。
「神は、人の仕事も、その人自身の才能も必要としない。神の穏やかなくびきを最もよく負う者こそ、神に最もよく仕える。神の地位は王様のようである。
何千人もの者が、神の命令に従って急いで陸と海を休みなく駆け巡る。

ただ立って待つ者も仕える。」
批評家の中には、神の意志を受け入れる準備をするようにというこの詩の勧めは、たとえ話を文字通りまたは経済的なものとして誤解していることへの批判であり、自分の価値を証明するために富を蓄えるよりも待つことこそが神に仕える正しい方法であると解釈する者もいる。語り手が自分の限られた業績を心配する一方で、忍耐は神が「人間の仕事」を必要としていないことを語り手に思い出させる。ミルトンは、たとえ話の主と（王としての）神を対比させている可能性もある。

#### 愛や慈悲として
カトリック司教ロバート・バロンは、このたとえ話の才能は個人の能力や富ではなく、「神の慈悲への参加、神の愛の重みへの参加」であると述べている。彼は旧約聖書教授ロバート・シェーンステンの解釈を利用している。シェーンステンは、古代ユダヤ時代のタラントは非常に重く、5タラントは極端に重いと主張している。そのような重さは、エルサレム神殿の神のカボド（文字通りの重さ）という最も重いものを思い出させる。したがって、最も重いのは神の慈悲である。同様に、カルメル会のウェブサイトの考察では、才能を「愛、奉仕、共有」、「主人のお金」と定義している。言い換えると、エラスモ・レイバ・メリカキスは、「私たちの最大の才能と宝は愛する能力であり、この事業において勝利者は最大のリスクテイカーであり、つまり、最も不利な状況に自分自身を投資する意欲が最も強い人である」と述べている。

#### 神からの贈り物として
コルネリウス・ラピデ(en)は、彼の注釈書の中で、次のように書いている。
「才能とは、神の賜物すべてを意味します。才能がなければ、私たちは何もできません。これらの賜物とは、私が言うには、第一に、恵みによるもので、感謝させるもの、例えば、信仰、希望、愛、処女、その他のすべての美徳、および無償で与えられる恵みによるもので、奇跡を起こす力、使徒職、司祭職、異言の賜物、預言などです。第二に、生まれながらの賜物、例えば、鋭い知性、健全な判断力、健全な体質、慎重さ、勤勉さ、学識、雄弁さなどです。第三に、名誉、富、地位などの外的な財産と賜物です。聖クリソストムスも同様です。神はこれらすべてのものを、ご自分の喜びに従って、不平等に分配します。そして、この目的のために、各人が神の栄光と自分自身と他人の利益のためにそれらを使用するべきです。」

### 宗教指導者に対する批判として
ヨアキム・エレミアスは、このたとえ話の本来の意味は、すべての人間に倫理的な意味があるわけではないと信じていた。むしろ、彼は、このたとえ話は「神の賜物の正当な分け前を同胞に与えなかった」律法学者たちに向けられたものだと考えていた。彼の見解では、イエスは、律法学者たちが、自分たちに託された神の言葉に対して行ったことに対して、すぐに責任を問われることになるだろうと言っているのである。
エレミアスはまた、初期の教会の生活の中でこのたとえ話は新たな意味を帯び、商人がキリストの寓話となり、「彼の旅は昇天となり、その後の帰還は…パルーシアとなり、彼自身をメシアの宴会に導く」と信じていた。

### 社会批判として
ウィリアム・R・ヘルツォク2世は、著書『破壊的言論としての寓話：被抑圧者の教育者としてのイエス』（1994年）で、解放神学の解釈による「タラントの寓話」を提示している。この寓話では、不在地主は種を蒔かなかった場所で収穫し、3人目の召使いは「『主人の喜び』の正体を暴いた内部告発者、つまり無駄に浪費された搾取の利益」である。したがって、3人目の召使いは、利益を上げなかったからではなく、真実を語ったために罰せられる。解放神学の批判的観点からすると、「タラントの寓話」のメッセージは、社会的、政治的、経済的不正に対峙するときは、人間は他の人間と連帯して行動しなければならないということである。
科学者がどのようにしてその研究に対して著者の名を与えられるかを説明するために、社会学者ロバート・K・マートンは「蓄積された利益のマタイ効果」という用語を適用した。これは、金持ちはより金持ちになり、貧乏人はより貧乏になるというものである。マートンは「才能のたとえ話」で、科学者のコミュニティで使用されている著者報酬のシステムを比喩的に説明した。有名な科学者は通常、貢献に比べて不釣り合いに高い名声を与えられるが、あまり有名でない科学者は貢献に見合った名声よりも低い名声しか与えられない。スティグラーの名声の法則も参照のこと：「科学的発見は、その最初の発見者の名前にちなんで名付けられることはない」